# Chamaecrista duboisii
Chamaecrista duboisii là một loài thực vật có hoa trong họ Đậu. Loài này được (Steyaert) Lock miêu tả khoa học đầu tiên.